# Tom Brands

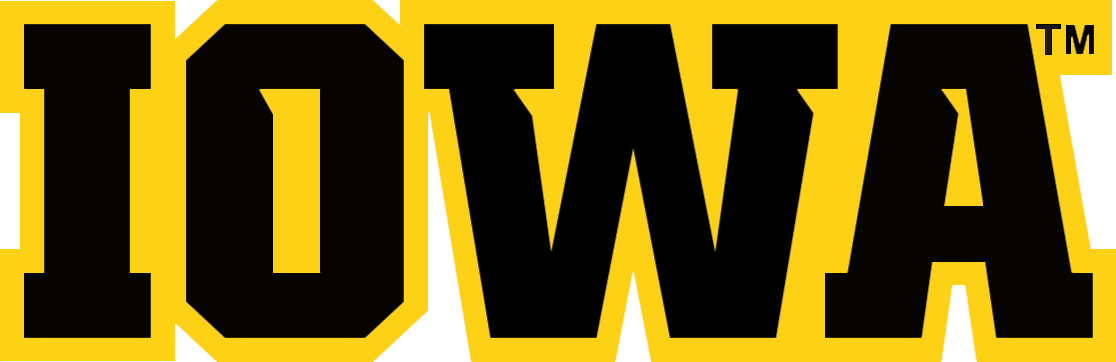
Zawodnik Iowa Hawkeyes

Thomas Nelson „Tom” Brands, II (ur. 9 kwietnia 1968 w Omaha) – zapaśnik amerykański w stylu wolnym. Mistrz olimpijski z Atlanty 1996 w wadze do 62 kg. Mistrz Świata z 1993; dziewiąty w 1995 i jedenasty w 1994. Triumfator Igrzysk Panamerykańskich z 1995 roku. Zdobywca w Pucharu Świata w 1994 i 1995 roku.
Zawodnik Sheldon High School w Sheldon i University of Iowa. Cztery razy All American (1989 – 1992). Pierwszy w NCAA Division I w 1990, 1991 i 1992; czwarty w 1989. Outstanding Wrestler w 1992. Trzykrotnie mistrzostwo w Big Ten (1989,1991-1992). Po zakończeniu kariery został trenerem zapasów w drużynie Iowa Hawkeyes.
Jego brat Terry Brands został brązowym medalistą Igrzysk w Sydney 2000.